# فرهنگ سازمانی
فرهنگ سازمانی (به انگلیسی: Organizational culture) مجموعه ای از مفروضات اساسی است، که افراد سازمان، در رو به رو شدن با مسائل، انطباق با محیط و دستیابی به وحدت و انسجام داخلی، ایجاد، کشف و توسعه داده‌اند و در نتیجه به‌عنوان روش صحیح ادراک، تفکر و احساس، به اعضای جدید انتقال می‌یابد. به عبارت دیگر، مجموعه ای از ارزش‌ها، باورهای راهنما، تفاهم‌ها و روش‌های تفکر، که در بین اعضای سازمان مشترک بوده و از طرف اعضای جدید نیز به عنوان روش‌های صحیح انجام کارها و تفکر جستجو می‌شود، فرهنگ سازمانی نامیده می‌شود. فرهنگ سازمانی دربرگیرنده ارزش‌ها و رفتارهایی است که به محیط اجتماعی و روانی منحصر به فرد سازمان کمک می‌نماید. فرهنگ شامل چشم‌انداز، ارزش‌ها، هنجارها، سیستم‌ها، نمادها، زبان، مفروضات، باورها و عادات سازمان است.

##### آگاهی از فرهنگ سازمانی
قبل از آنکه بتوانید تغییری را ایجاد کنید باید کاملا از فرهنگ سازمانی خود آگاه باشید،در فرهنگ سازمانی شما تعیین کننده ها چه هستند؟ رفتار محترمانه با کارمندان جزو فرهنگ سازمانی شماست؟ آیا سرعت کارها مهم است یا روش کارها؟ آیا خلاقیت مهم است یا نظر افراد قدیمی و با تجربه و …احتمالا ترکیبی از اینچنین اصول اساسی و تعیین کننده ای میتواند فرهنگ سازمانی شما باشد.

##### تعریف روشن از فرهنگ سازمانی
اگر نمی توانید به تعریف روشن و دقیقی از فرهنگ سازمانی خود برسید از مدیران بالادست خود بخواهید درک خود را از آن بگویند. سپس این تعریف را با کارکنان خود در میان بگذارید و نظر آنها را هم جویا شوید.
تاثیر فرهنگ سازمانی بر دیگر متغیرهای سازمانی
تحقیقات نشان داده اند که مفهوم فرهنگ سازمانی تغییرپذیر است و از سازمانی به سازمان دیگر ممکن است متفاوت باشد. فرهنگ سازمانی بر مولفه های مختلفی مانند عملکرد کارکنان، رضایت شغلی و زندگی، سرمایه روانشناختی، کار تیمی ، خلاقیت و نواوری سازمانی موثر است. 